# Rutledge (Missouri)
Rutledge és una població dels Estats Units a l'estat de Missouri. Segons el cens del 2000 tenia 103 habitants.

## Demografia
Segons el cens del 2000, Rutledge tenia 103 habitants, 41 habitatges, i 25 famílies. La densitat de població era de 305,9 habitants per km².
Dels 41 habitatges en un 26,8% hi vivien nens de menys de 18 anys, en un 48,8% hi vivien parelles casades, en un 12,2% dones solteres, i en un 36,6% no eren unitats familiars. En el 36,6% dels habitatges hi vivien persones soles el 17,1% de les quals corresponia a persones de 65 anys o més que vivien soles. El nombre mitjà de persones vivint en cada habitatge era de 2,51 i el nombre mitjà de persones que vivien en cada família era de 3,38.
Per edats la població es repartia de la següent manera: un 29,1% tenia menys de 18 anys, un 7,8% entre 18 i 24, un 23,3% entre 25 i 44, un 20,4% de 45 a 60 i un 19,4% 65 anys o més.
L'edat mediana era de 36 anys. Per cada 100 dones de 18 o més anys hi havia 97,3 homes.
La renda mediana per habitatge era de 14.063 $ i la renda mediana per família de 17.500 $. Els homes tenien una renda mediana d'11.667 $ mentre que les dones 17.917 $. La renda per capita de la població era de 9.545 $. Entorn del 25% de les famílies i el 43,8% de la població estaven per davall del llindar de pobresa.

## Poblacions més properes
El següent diagrama mostra les poblacions més properes.